# Bruk Vandeweghe
Bruk Vandeweghe (* 1. Dezember 1963) ist ein US-amerikanischer Beachvolleyballspieler.

## Karriere
Eigentlich war alles klar. Bruk Vandeweghe hatte als Freshman ein Golf-Stipendium an der San Diego State University (SDSU) erhalten und der Plan war, im Anschluss ans Studium Golfprofi zu werden. Doch als dem mit fünf Jahren Abstand Jüngsten der Kandidaten, ein Schlag zur Aufnahme ins Universitätsteam fehlte, rührte er fünf Jahre lang keinen Golfschläger mehr an. Dann sollte er eben Basketballprofi werden wie sein Vater und sein älterer Bruder. Der Verantwortliche an der Uni hatte dem 1,95 m großen Athleten schon ein Angebot für ein Vollstipendium unterbreitet. Doch er hatte die Rechnung ohne Greg Lee gemacht, der mit Bill Walton zwei UCLA-Nationalmeisterschaften in diesem Sport gewonnen hatte. Der außerdem versierte Beachvolleyballspieler trainierte Vandeweghe in den Semesterferien im Volleyball, kurz bevor das Basketballtraining beginnen sollte. Der vielseitige Sportler entschied sich als Sophomore für das Volleyballteam der Actecs. Nachdem er dreimal wertvollster Spieler der SDSU geworden war und sein Studium beendet hatte, begann er, an seiner Karriere im Sand zu arbeiten. Da er noch nicht gut genug war, damit Geld zu verdienen, hielt er sich mit Gelegenheitsjobs über Wasser, nahm hier und da an Turnieren teil und sparte jedes Mal einige Dollar, wenn er Geld gewann.
1988 war er zum ersten Mal Teilnehmer bei einem Profiturnier der Association of Volleyball Professionals (AVP), ein Jahr später gehörte er mit Jeff Rogers zu den Top Sechs der Miami Open. 1990 hatte er seinen ersten Sponsor. Eine weitere Saison danach erreichte er gleich zweimal ein Endspiel. Mit Rudy Dvorak in Honolulu und mit Andrew Smith in Philadelphia ließ er einen Großteil der damaligen Elite der Vereinigten Staaten hinter sich und musste sich nur gegen Beachlegende Sinjin Smith und Randy Stoklos geschlagen geben. 1992 kam ein dritter Rang mit John Hanley dazu. 1993 wurde das erfolgreichste Jahr in der Karriere des jüngeren Bruders des erfolgreichen Basketballprofis. Mit Adam Johnson gelang sein einziger Sieg bei einem Event der beiden bedeutendsten Serien im Beachvolleyball. Im Finale von San Antonio siegten die beiden vor Brent Frohoff / Ricci Luyties sowie Karch Kiraly / Kent Steffes und Smith / Stoklos. Im weiteren Verlauf der Spielzeit wurden Johnson / Vandeweghe Dritte in Fort Worth und San Diego sowie Zweite in Manhattan Beach. Insgesamt erkämpften sie neunmal einen Platz im Halbfinale sowie weitere zweimal ein Resultat unter den Top Sechs bei dreizehn Veranstaltungen der AVP Tour. Nach dem Ende der Zusammenarbeit stand Bruk Vandeweghe im gleichen Jahr noch zweimal auf der untersten Stufe des Treppchens. Mit Tim Hovland besiegte er im kleinen Finale von Cape Cod Luyties / Smith, in Grand Haven gelang ihm mit Frohoff gegen Lewis / Stoklos das Gleiche und eine Saison später gegen Letzteren und Johnson in Atlanta.
1994 nahm Vandeweghe auch an Wettbewerben der FIVB Tour teil. In Sankt Petersburg sicherten sich er und Sinjin Smith Bronze beim Einladungsturnier der Goodwill Games und drei Wochen danach Silber in Carolina Beach. Bei den Fortaleza Open zählten sie am Ende zu den letzten vier verbliebenen Duos. Ein Jahr später stand der einzige Beachvolleyballer aus der erfolgreichen Sportlerfamilie zum letzten Mal auf dem Stockerl. Mit Jeff Williams wurde er Dritter bei den Clearwater Open der internationalen Profitour. In der gleichen Saison gehörte er noch mit Roger Clark in Berlin sowie zwei Spielzeiten später mit Chris Young bei den amerikanischen Veranstaltungen in Milwaukee und Hermosa Beach zu den besten acht Beachpaaren, bevor er 1998 seine internationale Karriere an der Seite von Scott Davenport in San Diego beendete.

## Auszeichnungen
- 1986–1988: Dreimaliger MVP der Aztecs[1]

## Persönliches
Der Sportler hat drei Geschwister. Sein in Wiesbaden geborener älterer Bruder Kiki Vandeweghe gewann in seinem Senior-Jahr 1980 mit den UCLA Bruins die nationale Meisterschaft, spielte anschließend dreizehn Jahre lang für verschiedene Team in der NBA und erreichte mit ihnen zwölfmal die Play-offs. Nach seiner aktiven Karriere arbeitete er als Trainer, Sportjournalist und als Funktionär in verschiedenen Positionen.
Seine Schwester Tauna Vandeweghe nahm an den Olympischen Sommerspielen 1976 in Montreal im 100-Meter-Rückenschwimmen teil und verpasste als Vierte nur knapp eine Medaille. Ihre Tochter ist die Tennisspielerin Coco Vandeweghe. Deren Geschwister sind Crash, Honnie und Beau, der von 2010 bis 2013 Volleyball an der Pepperdine University spielte und seinen Onkel Bruk als seinen Lieblingsvolleyballspieler bezeichnete. Bruks andere Schwester Heather war 1990 Ärztin an der UCLA und für die Vereinigten Staaten im Polo aktiv.
Mutter Colleen Kay Hutchins wurde 1952 Miss America und war eine hervorragende Schwimmerin. Vater Ernie Vandeweghe war ein All-American an der Colgate University, anschließend  wie sein ältester Sohn NBA-Profi, später Mannschaftsarzt der LA Lakers und Sportmediziner in Los Angeles.